# フルヴィッツの定理 (複素解析)
数学、とくに複素解析において、フルヴィッツの定理 (Hurwitz's theorem) とは、コンパクト局所一様収束正則関数列の零点を、対応する極限の零点と結びつける定理である。定理はアドルフ・フルヴィッツ (Adolf Hurwitz) にちなんで名づけられている。

## 定理の主張
{fk} を連結開集合 G 上の正則関数列で、G のコンパクト部分集合上ある正則関数 f に一様収束するとする。f が z0 において m 位の零点を持てば、十分小さいすべての ρ > 0 と十分大きい（ρ に依存する）k ∈ N に対して、fk は |z−z0| < ρ によって定義される円板において重複度もこめてちょうど m 個の零点を持つ。さらに、これらの零点は k → ∞ のとき z0 に収束する。

## 注意
定理は結果が任意の円板に対して成り立つことを保証するものではない。実際、円板として f が境界に零点が持つようなものを取れば、定理は成り立たない。明示的な例のために、D を単位円板とし、
{\displaystyle f_{n}(z)=z-1+{\frac {1}{n}},\qquad z\in \mathbb {C} }
によって定義される列を考えよう。この列は f(z) = z−1 に一様収束する。関数 f(z) は D において零点を持たないが、各 fn は円板において実数値 1−(1/n) をちょうど1つの零点として持つ。

## 応用
フルヴィッツの定理はリーマンの写像定理の証明に用いられ、以下の2つの直ちに出る系も持つ。
- G を連結開集合とし、{fn} を正則関数の列で、G のコンパクト部分集合上正則関数 f に一様収束するとする。各 fn が G 上決して 0 にならなければ、f は恒等的に 0 であるかまたは再びどこでも 0 ではない。
- {fn} が連結開集合 G 上の単葉関数の列で、G のコンパクト部分集合上正則関数 f に一様収束すれば、f は単葉であるかまたは定数である[1]。

## 証明
f を複素平面の開集合上の解析関数で、z0 において m 位の零点を持つとし、{fn} はコンパクト部分集合上 f に一様収束する関数列とする。ρ > 0 を 0 < |z−z0| ≤ ρ において f(z) ≠ 0 となるようにとって固定する。δ を円周 |z−z0| = ρ 上 |f(z)| > δ であるようにとる。fk(z) は選んだ円板上一様収束するから、ある N が存在して、|fk(z)| ≥ δ/2 がすべての k ≥ N と円周上のすべての z に対して成り立つ。このとき商 fk′(z)/fk(z) は円周 |z−z0| = ρ 上のすべての z に対してきちんと定義されている。モレラの定理によって
{\displaystyle {\frac {f_{k}'(z)}{f_{k}(z)}}\to {\frac {f'(z)}{f(z)}}.}
は一様収束である。円板内の fk(z) の零点の個数を Nk とすれば、偏角の原理によって次が成り立つ。
{\displaystyle m={\frac {1}{2\pi i}}\int _{\vert z-z_{0}\vert =\rho }{\frac {f'(z)}{f(z)}}\,dz=\lim _{k\to \infty }{\frac {1}{2\pi i}}\int _{\vert z-z_{0}\vert =\rho }{\frac {f'_{k}(z)}{f_{k}(z)}}\,dz=\lim _{k\to \infty }N_{k}}
ここで、被積分関数の一様収束性によって、積分と極限の順序を交換できた。これで k → ∞ のとき Nk → m が示せた。Nk は整数値だから、Nk は十分大きい k に対して m に等しくなければならない。